# جان جيرزي غرابوسكي
جان جيرزي غرابوسكي (بالبولندية: Jan Jerzy Grabowski)‏ هو عسكري بولندي، ولد في القرن الثامن عشر في دوقية ليتوانيا الكبرى، وتوفي في 1789.